# Andrzej Sapkowski

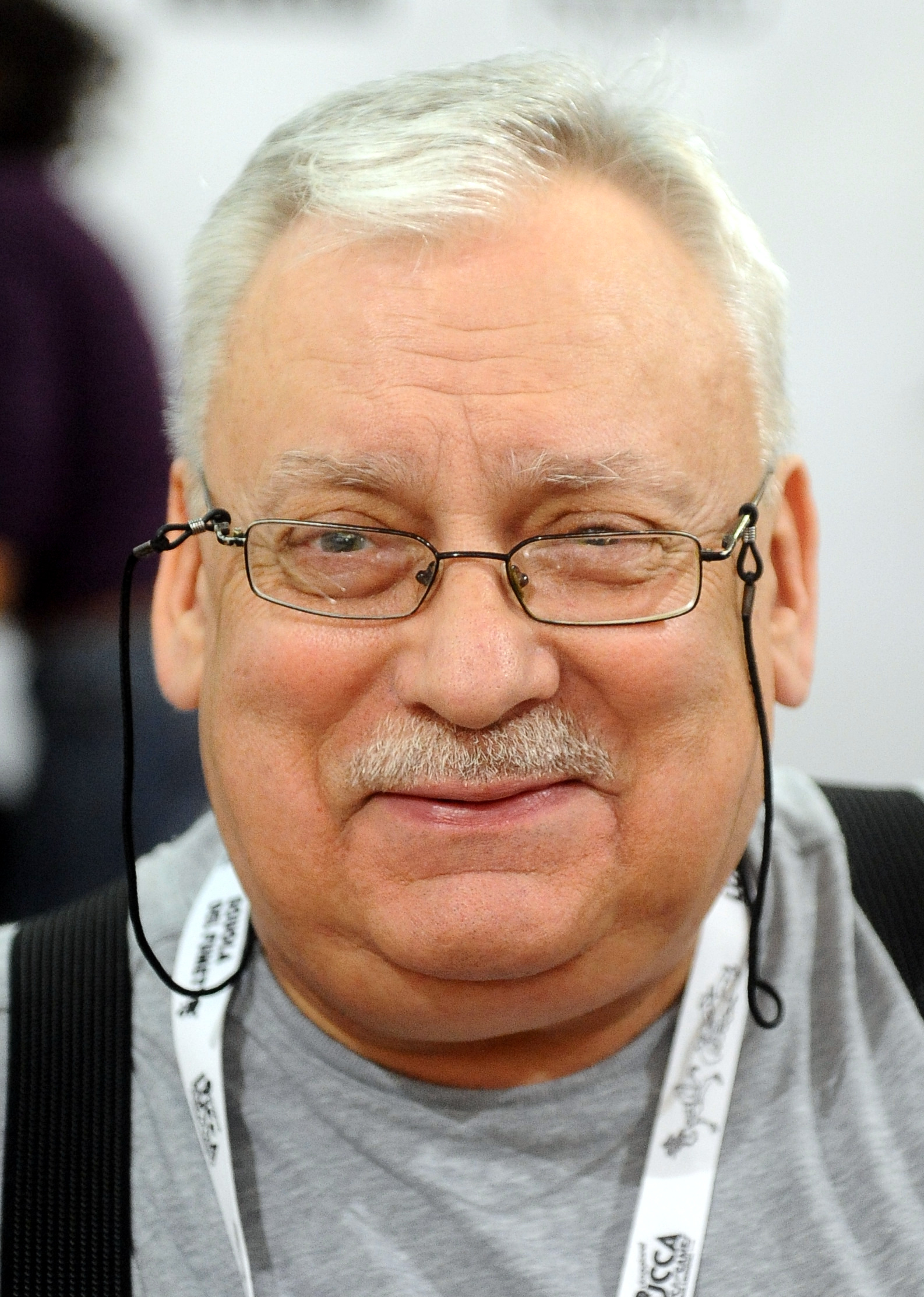
Andrzej Sapkowski (2015)

Andrzej Sapkowski [ˈandʐɛj sapˈkɔfski] (* 21. Juni 1948 in Łódź) ist ein polnischer Schriftsteller. Seine Bücher greifen – zumeist parodistisch – Motive slawischer Legenden, Märchen und Mythen auf. Internationale Bekanntheit erlangte er vorwiegend durch seine Fantasy-Romane über den Hexer Geralt, der zum Protagonisten in mehreren Computerspielen, Filmen, TV-Serien und Comics geworden ist.

## Leben
Sapkowski studierte an der Universität Łódź Wirtschaftswissenschaften und arbeitete als Ökonom und Unternehmensberater, ehe er zunächst mit Übersetzungen auf sich aufmerksam machte; den Anfang machte er mit einem Text von Cyril M. Kornbluth. Für seine ab 1986 erscheinenden eigenen Erzählungen und Romane wurde er fünfmal mit dem Janusz-A.-Zajdel-Preis sowie mit dem Paszport Polityki ausgezeichnet; bislang liegen Übersetzungen in fünfzehn Sprachen vor. Für sein Engagement bei der Bewerbung von Łódź um den Titel einer europäischen Kulturhauptstadt wurde er 2008 zum Ehrenbürger seiner Heimatstadt ernannt. 2016 erhielt er den World Fantasy Award für sein Lebenswerk.

## Der Hexer Geralt
Geralt von Riva wurde seit seiner frühen Kindheit auf der Burg Kaer Morhen, dem Sitz der Hexer der Wolfsschule, zu einem ebensolchen ausgebildet. In der Bevölkerung wird erzählt, dass die Bruderschaft der Hexer nachts Kinder rauben und sie einer harten und grausamen Ausbildung unterziehen würde. Während der sogenannten Kräuterprobe mutieren während der Ausbildung unter anderem die Knochen- und Muskelstruktur, der genetische Code und der Stoffwechselhaushalt. Nur drei von zehn Jungen, unter anderem Geralt, überstehen diese Prozedur und sind danach immun gegen Krankheiten und wenig anfällig für Gifte, Magie und starke klimatische Veränderungen. Als Nebeneffekte treten bei Hexern Unfruchtbarkeit sowie besondere Erkennungszeichen auf: Pigmentstörungen an Haut und/oder Haar sowie die Katzenaugen, vertikale Pupillen, die den Hexern erlauben bei völliger Dunkelheit zu sehen.
Geralt wurde auf Kaer Morhen in den Grundlagen der Magie und im Kampf mit dem Schwert unterrichtet. Er ist als Einzelgänger ein meisterhafter Schwertkämpfer mit schnellen, übermenschlichen Reflexen, Alchemiekenntnissen und beherrscht sogenannte Hexer-Zeichen, einfache Zauber, die jedoch nicht im Ansatz an die Fähigkeiten selbst nur durchschnittlich begabter Zauberinnen und Magier heranreichen und somit vor allem einem unterstützenden Zweck dienen. Viele Hexer führen zudem neben einer Stahlklinge auch Silberschwerter mit sich, da einige Kreaturen dagegen besonders anfällig sind. So gewappnet zieht er gegen Bezahlung als professioneller Monsterjäger durch das Land, in welchem er aufgrund seines langen, weißen Haares auch als der Weiße Wolf bekannt ist.

### Kurzgeschichtenbände
Geralt reist durch eine Fantasy-Welt (die an einigen Stellen mit Märchenmotiven aus den Werken der Brüder Grimm und des dänischen Schriftstellers Hans Christian Andersen durchsetzt ist), um gegen Bezahlung Monster und Fabelwesen zu erlegen. Angelegt sind die Bände als Episodenroman, die einzelnen Aufträge Geralts sind nur lose miteinander verknüpft. Durchgängiges Motiv ist Geralts fatale Liebe zu der Zauberin Yennefer. Sapkowskis Bildsprache erinnert in manchen Teilen an Italowestern, es dominieren Action-Szenen und hintersinnige Dialoge.
- Ostatnie życzenie (1993, sieben Kurzgeschichten – deutsch: Der letzte Wunsch, 1998, Neuausgabe 2007)
- Miecz przeznaczenia (1992, sechs Kurzgeschichten – deutsch: Das Schwert der Vorsehung, 1998, Neuausgabe 2008)

Ein früherer Band, Wiedźmin (Der Hexer) von 1990, wurde nicht direkt ins Deutsche übertragen. Vier der fünf dort publizierten Kurzgeschichten sind allerdings – um eine Rahmenhandlung ergänzt – in Ostatnie życzenie (deutsch Der letzte Wunsch) enthalten, welches somit nun den Einstieg in die Handlung bildet. Die fünfte Geschichte wurde in die im Jahr 2000 erschienene Kurzgeschichtensammlung Coś się kończy, coś się zaczyna (deutsch Etwas endet, etwas beginnt) aufgenommen.

### Die Saga
Nach dem Erfolg der Kurzgeschichten verfasste Sapkowski eine daran anknüpfende Romanreihe um den Hexer Geralt. Die deutschen Übersetzungen aller Geralt-Geschichten stammen von Erik Simon:
- Krew Elfów (1994 – deutsch: Das Erbe der Elfen, 2008)
- Czas pogardy (1995 – deutsch: Die Zeit der Verachtung, 2009)
- Chrzest ognia (1996 – deutsch: Feuertaufe, 2009)
- Wieża Jaskółki (1997 – deutsch: Der Schwalbenturm, 2010)
- Pani jeziora (1999 – deutsch: Die Dame vom See, 2011)

Im Jahr 2013 erschien auf Polnisch ein neuer Hexer-Roman, Sezon burz (dtv. Zeit des Sturms, 2015), dessen Handlung etwa zwischen den Erzählungen aus Schwert der Vorsehung sowie Der letzte Wunsch und der eigentlichen Geralt-Saga zu verorten ist.

### Verfilmungen und Spiele
Einige Erzählungen um den Hexer Geralt wurden 2001 von dem Regisseur Marek Brodzki unter dem Titel Wiedźmin (deutsch Geralt von Riva – Der Hexer) zuerst als Kinofilm und später als Miniserie in 13 Teilen à 45–50 Minuten für das polnische Fernsehen umgesetzt. Die deutsche DVD-Veröffentlichung des Kinofilms ist am 3. Mai 2010 erfolgt. Im Jahr 2014 wurde angekündigt, dass ein neuer auf den Büchern über Geralt basierender Spielfilm, ebenfalls mit dem Titel Wiedźmin, gedreht werden soll. Regisseur soll Tomasz Bagiński sein. Am 17. Mai 2017 kündigte Netflix eine Verfilmung der Romane als englischsprachige Serie in Zusammenarbeit mit Bagiński an.

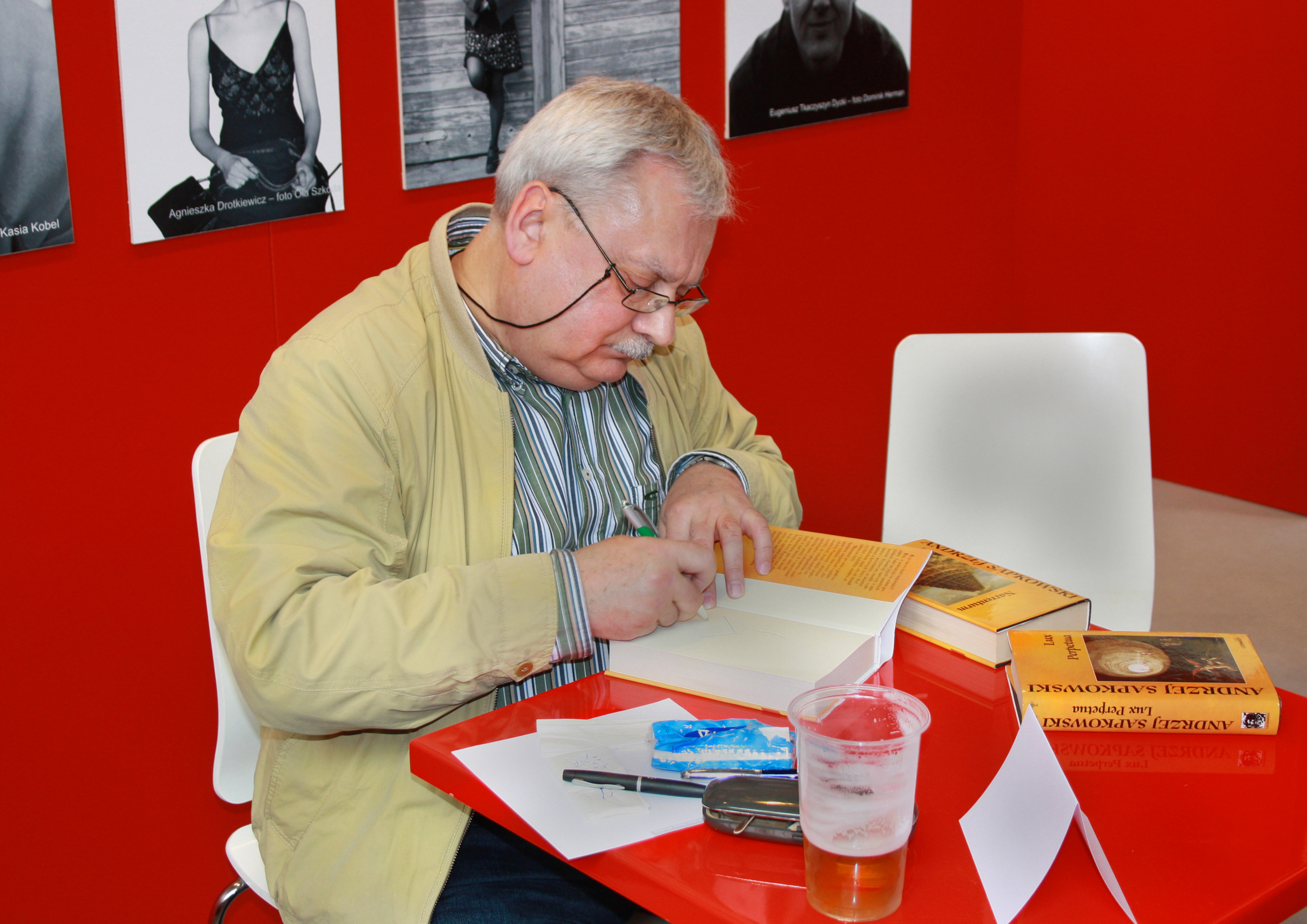
Andrzej Sapkowski (2010)

Zudem entstand im Jahr 2001 im Verlag MAG das polnische Pen-&-Paper-Rollenspiel Wiedźmin: Gra Wyobraźni auf der Grundlage des Geralt-Zyklus. Mitte der 1990er Jahre lizenzierte Sapkowski seine Buchreihe an den polnischen Computerspielentwickler Metropolis Software House, der ein Action-Adventure plante, dieses jedoch nie vollendete. Stattdessen veröffentlichte das ebenfalls polnische Studio CD Projekt RED 2007 das Computer-Rollenspiel The Witcher, das 2011 mit The Witcher 2: Assassins of Kings und 2015 mit The Witcher 3: Wild Hunt fortgesetzt wurde.
Sapkowski selbst zeigt kein Interesse an den Umsetzungen seiner Werke in Computerspielen. Inhaltliche Rückfragen des Entwicklers Metropolis ließ er unbeantwortet. Auf Nachfrage zu seiner Meinung über die Spiele von CD Projekt gab er an, niemals ein Computerspiel gespielt zu haben, da sie außerhalb seines Interessenfeldes lägen. Er greife lediglich auf öffentliche Berichterstattungen zurück und sei auch nicht in die Entwicklung einbezogen. Obwohl er den Machern von Computerspielen Respekt und Anerkennung für ihre Arbeit zolle, seien für ihn einzig die Bücher und seine eigenen Vorstellungen maßgeblich. Alles andere seien lediglich Adaptionen, die von ihm geschaffene Motive verwendeten, keinesfalls aber alternative Versionen oder Fortsetzungen seiner Bücher darstellten: “If we level the field between books and their adaptations in other media, only the former can be the ones telling a story. There can never be a different relation between a book and its adaptation, other than the one that without the book the adaptation would not exist at all.” (deutsch: „Wenn wir gleiche Voraussetzungen zwischen Büchern und ihren Adaptionen in anderen Medien schaffen, dann sind nur erstere in der Lage eine Geschichte zu erzählen. Es kann keine andere Beziehung zwischen einem Buch und seinen Adaptionen geben, als die, dass eine Adaption ohne das Buch überhaupt nicht existieren würde.“). Er lehnte es ab, medienübergreifend für einen kanonischen Zusammenhang zu sorgen oder Begleitwerke zu einer Adaption in einem anderen Medium zu schreiben. Obwohl er einräumte, dass die Spiele zur Bekanntheitssteigerung seiner Bücher beigetragen hätten, führte er den Erfolg der Witcher-Reihe von CD Projekt hauptsächlich auf den Erfolg seiner Bücher und seine Popularität als Autor zurück. Er zeigte sich auch nicht einverstanden damit, dass manche Verlage Artworks des Spiels für die Covergestaltung seiner Bücher verwendeten.
Seit 2014 gibt es Witcher Adventure Game, ein Brettspiel von CD Projekt RED und Fantasy Flight Games. Für 2016 ist von CD Projekt RED ein Pen-&-Paper-Rollenspiel angekündigt worden.

#### Lizenzstreit mit dem Spielehersteller CD Projekt Red
2018 kam es zum Streit mit dem Spielehersteller CD Projekt Red. Andrzej Sapkowski hatte Mitte der 1990er die Lizenz des Spiels an den Computerspielhersteller für eine einmalige Summe von umgerechnet 8.000 Euro verkauft. Eine Gewinnbeteiligung lehnte er ab, da er nicht an den Erfolg des Spiels des damals unbekannten Computerspielherstellers glaubte. Später hat er dies in einem Interview bereut. Aufgrund des Erfolgs der Spielereihe forderte er nun 80 Millionen Złoty (14 Millionen Euro) als zusätzliche Gebühr. Als Begründung behauptete er, dass die Lizenz nur für ein und nicht drei Spiele galt und er außerdem nach polnischem Recht, aufgrund der Diskrepanz zwischen Gebühr und Erfolg des Computerspiels, das Recht auf eine Nachzahlung hätte. Wenige Monate später wurde mit CD Projekt Red eine außergerichtliche Einigung über eine Nachzahlung in unbekannter Höhe erzielt.

## Die Narrenturm-Trilogie
Dieser dreiteilige Zyklus ist im Schlesien und Böhmen des 15. Jahrhunderts angesiedelt. Geschildert wird die Irrfahrt des Medicus Reinmar von Bielau, der auf der Flucht vor der Inquisition und dem gehörnten Ehemann seiner Geliebten durch Schlesien irrt. In dieser Reihe mischt Sapkowski Fantasymotive in erster Linie mit der blutigen Geschichte der Hussitenkriege. Nebenbei wird aber auch auf andere Ereignisse des frühen 14. Jahrhunderts in Osteuropa angespielt und es tauchen historische Figuren auf, etwa der Ritter Zawisza Czarny. Der erste Band Narrenturm war in Polen ein Bestseller und verkaufte sich auch in Deutschland hervorragend (in einer Übersetzung von Barbara Samborska).

## Werke

### Hexer-Geralt-Zyklus

#### Kurzgeschichten
- Wiedźmin, 1990.
- Das Schwert der Vorsehung, dtv, München 2008, ISBN 978-3-423-21069-0, Miecz przeznaczenia, 1992.
- Der letzte Wunsch, dtv, München 2007, ISBN 978-3-423-20993-9, Ostatnie życzenie, 1993.
- Etwas endet, etwas beginnt. dtv, München 2012, ISBN 978-3-423-21353-0, Coś się kończy, coś się zaczyna, 2000 (Ist eine Sammlung von acht teilweise älteren Erzählungen. Zwei dieser Geschichten haben Bezug zum Hexer-Geralt-Zyklus: Droga, z której się nie wraca (deutsch Der Weg, von dem niemand zurückkehrt) spielt viele Jahre vor der weiteren Handlung und erzählt von Geralts Eltern, die Kurzgeschichte Coś się kończy, coś się zaczyna (deutsch Etwas endet, etwas beginnt) berichtet abweichend vom Handlungsverlauf der Hexer-Geralt-Saga über die Hochzeit von Geralt und Yennefer.)

#### Die Saga
- Das Erbe der Elfen, dtv, München 2008, ISBN 978-3-423-24700-9, Krew Elfów, 1994.
- Die Zeit der Verachtung, dtv, München 2009, ISBN 978-3-423-24726-9, Czas pogardy, 1995.
- Feuertaufe, dtv, München 2009, ISBN 978-3-423-24755-9, Chrzest ognia, 1996.
- Der Schwalbenturm, dtv, München 2010, ISBN 978-3-423-24786-3, Wieża Jaskółki, 1997.
- Die Dame vom See, dtv, München 2011, ISBN 978-3-423-24817-4, Pani jeziora, 1999.

#### Einzelroman
- Zeit des Sturms, dtv, München 2015, ISBN 978-3-423-26057-2, Sezon burz, 2013.

### Der Narrenturm
- Narrenturm, dtv, München 2005, ISBN 978-3-423-24489-3, Narrenturm, 2002.
- Gottesstreiter, dtv, München 2006, ISBN 978-3-423-24571-5, Boży bojownicy, 2004.
- Lux perpetua, dtv, München 2007, ISBN 978-3-423-24636-1, Lux perpetua, 2006.

### Sonstige
- Świat króla Artura. Maladie (SuperNOVA, 1995) – Essay über Die Welt von König Artus + in der Artus-Welt spielende Erzählung Maladie
- Rękopis znaleziony w smoczej jaskini (SuperNOVA, 2001) – Kompendium über Fantasy-Literatur (dt. Manuskript gefunden in einer Drachenhöhle)
- Historia i fantastyka (mit Stanisław Bereś, SuperNOVA, 2005) – Interview (dt. Geschichte und Fantasy)
- Żmija (SuperNOVA, 2009) – während des Afghanistan-Krieges (1979–1989) spielender historisch-fantastischer Roman (dt. Viper)